# أوسمة وميداليات السودان
لائحة أوسمة وميداليات السودان.
الجوائز التي أقيمت بعد عام 1961 وهي معدلة في عامي 1976 و1993 حيث نصت على عدم جواز تكرار منح الأوسمة والميداليات أو الترقية من فئة إلى أعلى إلا بعد مرور ثلاث سنوات على الأقل من تاريخ المنح. يتم تقليل هذه الفترة إلى عام واحد للموظفين إذا تمت إحالتهم إلى التقاعد، ويتم استبعاد الميدالية الرياضية من شرط الفترة. تظل الميداليات ملكًا للحائز على الجائزة، وورثته كتذكار دون أن يكون لأي منهم الحق في حملها.
مع عدم الإخلال بأية عقوبة أخرى منصوص عليها في قوانين السودان، يجوز بأمر من رئيس الجمهورية نزع قلادة أو وشاح أو ميدالية أو ميدالية أو عباءة شرف أو حزام إذا ارتكبت تصرف يخل بالشرف أو يتعارض مع الولاء للدولة.
لا يجوز لأي سوداني حمل وسام أو ميدالية أجنبية إلا بعد الحصول على إذن كتابي من رئيس الجمهورية. يجوز لكل سوداني يحمل أوسمة أو ميداليات أجنبية مُنحت له قبل الأول من كانون الثاني (يناير) 1956 أن يستمر في حملها دون الحاجة إلى الحصول على الإذن المذكور. لا يجوز حمل الأوسمة والميداليات الأجنبية التي ألغتها الدولة المانحة.
| اسم                                                      | صورة | ملحوظات |
| -------------------------------------------------------- | ---- | --- |
| طوق الشرف                                                |      | مُنحت لرئيس دولة السودان والدول الأجنبية. |
| وشاح الشرف                                               |      | تعطى للسودانيين الذين برعوا في خدمة الوطن. يجوز منحها إلى الحكومات الأجنبية ورؤساء الدول، ولكن لا يجوز منحها لأكثر من خمسة عشر مستلمًا على قيد الحياة. |
| وسام الجمهورية                                           |      | تأسست في 16 نوفمبر 1961 وتمنح للسودانيين والأجانب الذين قدموا مساهمات مستحقة للحكومة. الترتيب من خمسة فصول. |
| وسام النيلين                                             |      | تأسس وسام النيلين في 16 نوفمبر 1961. وهي تشمل الفصول الخمس الممنوحة للسودانيين والأجانب الذين يؤدون خدمات جليلة للدولة حسب ما هو وارد في كل فئة. |
| وسام الابن الصالح للسودان (أو وسام الابن الوفي للسودان ) |      | تعطى للمواطنين السودانيين الذين حموا مصالح الجمهورية وخاصة سياستها الخارجية والداخلية. يمكن منح الطلب أكثر من مرة. |
| وسام التميز للمرأة                                       |      | تأسست في 16 نوفمبر 1961. يتكون الأمر من ثلاث فئات وتمنح للسودانيات والأجنبيات اللواتي يؤدين خدمات ممتازة للدولة أو الإنسانية. |
| وسام الاستحقاق                                           |      | يٌعرف أيضًا بوسام الجدارة، ويُمنح للمسؤولين الحكوميين الخدمة الطويلة والأداء بأمانة وإخلاص وشخصية ممتازة. قد يكون هؤلاء المسؤولون إما سودانيين أو أجانب. يحتوي النظام على فئات ذهب فضية وبرونزية. كان لها ميدالية مرتبطة. |
| وسام الاستحقاق                                           |      | يٌعرف أيضًا بوسام الجدارة، ويُمنح للمسؤولين الحكوميين الخدمة الطويلة والأداء بأمانة وإخلاص وشخصية ممتازة. قد يكون هؤلاء المسؤولون إما سودانيين أو أجانب. يحتوي النظام على فئات ذهب فضية وبرونزية. كان لها ميدالية مرتبطة. |
| وسام الخدمة الممتازة الطويلة                             |      | يُمنح لضباط الجيش والشرطة والسجون مقابل خدمة طويلة ومتميزة، ولكل منهم شريط مميز. يتكون من الفضة. إنه مستدير الشكل. تم نقش سيفين متقاطعين على وجهه، وكُتبت عليه عبارة "خدمة طويلة ممتازة" بخط عريض. على الجانب الآخر، فإن عبارة "جمهورية السودان الديمقراطية" مكتوبة بخط عريض. يتدلى من شريط من خمسة ألوان متساوية. على الجانب التالي أسود. أبيض - أسود - أبيض - ثم أسود ويلبس على الصدر من الجانب الأيسر. |
| وسام العلوم والآداب والفنون                              |      | تعطى للسودانيين والأجانب الذين يساهمون للدولة في التعليم والعلوم والفنون. يحتوي الترتيب على فئات ذهب وفضية. تُمنح للسودانيين أو الأجانب الذين يؤدون عملاً رائعًا للدولة في التعليم أو العلوم أو الأدب أو الفنون. وتتكون ميدالية العلم من ميدالية برونزية مطلية بالذهب أو الفضة وقطرها 40 مليمترا وسمكها خمسة مليمترات. يتم ارتداؤه على الجانب الأيسر من الصدر ويتكون من ثلاثة أسطح مترادفة. الأول عبارة عن دائرة يبلغ قطرها 12 ملمًا من المينا الأبيض، وكُتبت عليها كلمة "علم" بالذهب في علبة الميدالية الذهبية. واللون الفضي في حالة الميدالية الفضية، والثاني هو كوكب بخمسة فروع طويلة وخمسة فروع قصيرة أخرى، والثالث عبارة عن دائرة ينتهي محيطها بنهايات الفروع القصيرة. يبلغ عرض الألوان الأحمر والأبيض والأسود مجتمعة 10 ملم. |
| وسام الشجاعة                                             |      | تُمنح للأفراد العسكريين والأفراد ذوي المكانة المتساوية الذين يقدمون مساهمات بارزة للدولة ويبدون شجاعة استثنائية. للميدالية فئتان، وميدالية منتسبة. - الصنف الأول: ويتكون من معدن فضي وهو مستدير الشكل. على جانبها الأمامي توجد كلمة "شجاعة" وفي منتصف الدائرة محاطة بمجموعة من السيوف وفرعين من الزيتون. على الأطراف عبارة "جمهورية السودان الديمقراطية" وعلى جانبها الخلفي. تُلبس الميدالية على الصدر على الجانب الأيسر بشريط حريري. أحمر فاتح متموج، مقسومًا طوليًا على خمسة خطوط بيضاء. - الصنف الثاني: ويتكون من معدن البرونز المؤكسد. إنه مستدير الشكل. على جانبها الأمامي توجد كلمة "شجاعة" في منتصف الدائرة، محاطة بمجموعة من السيوف وفرعين من الزيتون على الأطراف، وعلى جانبها الخلفي عبارة "جمهورية السودان الديمقراطية". يُلبس الرصيعة على الصدر على الجانب الأيسر بشريط من الحرير اللامع المموج مقسومًا طوليًا على أربعة خطوط بيضاء. |
| وسام الشجاعة                                             |      | تُمنح للأفراد العسكريين والأفراد ذوي المكانة المتساوية الذين يقدمون مساهمات بارزة للدولة ويبدون شجاعة استثنائية. للميدالية فئتان، وميدالية منتسبة. - الصنف الأول: ويتكون من معدن فضي وهو مستدير الشكل. على جانبها الأمامي توجد كلمة "شجاعة" وفي منتصف الدائرة محاطة بمجموعة من السيوف وفرعين من الزيتون. على الأطراف عبارة "جمهورية السودان الديمقراطية" وعلى جانبها الخلفي. تُلبس الميدالية على الصدر على الجانب الأيسر بشريط حريري. أحمر فاتح متموج، مقسومًا طوليًا على خمسة خطوط بيضاء. - الصنف الثاني: ويتكون من معدن البرونز المؤكسد. إنه مستدير الشكل. على جانبها الأمامي توجد كلمة "شجاعة" في منتصف الدائرة، محاطة بمجموعة من السيوف وفرعين من الزيتون على الأطراف، وعلى جانبها الخلفي عبارة "جمهورية السودان الديمقراطية". يُلبس الرصيعة على الصدر على الجانب الأيسر بشريط من الحرير اللامع المموج مقسومًا طوليًا على أربعة خطوط بيضاء. |
| ترتيب الإنتاج                                            |      | تعطى للسودانيين والأجانب الذين يساهمون في زيادة الإنتاج سواء في القطاع الزراعي أو الصناعي أو أي مجالات أخرى. يحتوي الترتيب على ذهب، فضة وبرونز. وتتكون من ميدالية فضية مطلية بماء الذهب في حالة الميدالية الفضية والبرونزية في حالة الميدالية البرونزية. يتضمن ثلاثة أسطح مترادفة. الأول عبارة عن دائرة قطرها 30 مم. في الجزء السفلي، يوجد ترس يرمز إلى الصناعة. يوجد على أحد جانبي الدائرة فرع من شجرة القطن، وعلى الجانب الآخر تصميم يرمز إلى الطاقة. والعلوم التكنولوجية، وفي وسطها شكل منحني يرمز إلى الانفتاح على الإنتاج الزراعي بتعدد أصنافه، وتحمل كلمة "إنتاج" بشكل دائري. السطح الثاني عبارة عن نجمة لها سبعة فروع منحدرة على السطح والجوانب، والثالث عبارة عن نجمة من ستة فروع ذات قمة مسطحة ونهايات مائلة، ويتم ارتداؤها على الصدر من الجانب الأيسر 22 ملم. اللون الأخضر يتوسطه خط أبيض واحد في حالة الميدالية الذهبية، وخطان أبيضان في حالة الميدالية الفضية، وثلاثة خطوط بيضاء في حالة الميدالية البرونزية.                                                                                                |
| وسام الرياضة                                             |      | تعطى للرياضيين السودانيين الذين انتصروا في البطولات الوطنية أو الإقليمية. الترتيب يحتوي على فئات الذهب والفضة. الأولى تمنح للسودانيين الذين فازوا بالبطولات الرياضية الدولية ولأولئك الذين يبذلون مجهودا رياضيا كبيرا. والثانية تمنح للسودانيين الذين فازوا ببطولات رياضية داخل السودان. - الفئة الأولى: تتكون من ثلاثة أسطح مترادفة. الأول عبارة عن درع من المعدن الفضي يحمل صورة رياضي، والثاني شكل دائري من الفضة المطلية بالذهب، تتفرع منه ثمانية فروع، يحمل كل منها رسم درع. والثالث عبارة عن شكل مثمن الشكل مصنوع من معدن الفضة. تتدلى الميدالية من شريط أخضر من الحرير اللامع مقسم طوليا بخمسة خطوط حمراء. يوجد بين الميدالية والشريط قرص فضي مطلي بالذهب يحمل شعار الجمهورية ومُحاط بغصنين زيتون. - الصنف الثاني: ويتكون من سطح واحد دائري الشكل مصنوع من المعدن الفضي. تتفرع منه ثمانية فروع، يحمل كل منها رسم درع، وفي وسطه درع يحمل صورة رياضي. تتدلى الميدالية من شريط أخضر من الحرير اللامع المتموج مقسم طوليا بأربعة خطوط حمراء، وبين الميدالية والشريط قرص فضي يحمل شعار الجمهورية محاط بفرعين من الزيتون. |
| وسام الإنجاز العسكري                                     |      | تُمنح للأوامر أو القوات أو الفروع لتحقيق إنجازات عسكرية مختلفة بمرور الوقت أو لعمل أو فعل جدير بالملاحظة. ميدالية الإنجاز العسكري مصنوعة من الفضة ولها أربعة أسطح ترادفية. الجزء الأول عبارة عن قرص دائري بقطر 55 ملم من الفضة المطلية بالذهب. الجزء الثاني عبارة عن نجمة رباعية من الفضة المؤكسدة على دائرة قطرها 104 ملم. الجزء الثالث عبارة عن نجمة ذات أربعة محاور برسم البندقية والسيف في وضع عمودي من الفضة المطلية بالذهب. تبلغ المسافة بين القسمين الكبيرين 102 ملم، والصغيرين 84 ملم. الجزء الرابع عبارة عن قرص دائري بقطر 35 ملم يظهر عليه شعاع الشمس، وفي الوسط ميدالية الإنجاز العسكري من الفضة المؤكسدة. تتدلى الميدالية من شريط حريري لامع عرضه 55 ملم من أربعة ألوان: شريطان أسودان، عرض كل منهما 5 مم، على الجانبين، يتبعهما خطان أبيضان، عرض كل منهما 5 مم، يتبعهما خطان أخضران، كل 10 بعرض مم، يوجد في منتصفه شريط أحمر بعرض 10 مم، معلق بمشبك فضي. |
| نجم الإنجاز العسكري                                      |      | تُمنح للعسكريين الذين يدعمون نمو وتطور الجيش. النجم مصنوع من الفضة وله ثلاثة أسطح مترادفة. الجزء الأول عبارة عن نجمة بأربعة فروع، والمسافة بين الفرعين الكبيرين 85 مم، والجزئين الصغيرين 70 مم، مصنوعان من الفضة المطلية بالذهب. الجزء الثاني عبارة عن قرص دائري من الفضة يبلغ قطره 38 ملم. يوجد في الجزء العلوي 25 رأسًا من السونك الفينيسي، رمز ثورة 25 مايو، ثم عبارة "نجمة الإنجاز العسكري" في الجزء السفلي. الجزء الثالث هو شعار الجمهورية من الفضة المؤكسدة داخل دائرة قطرها 20 مم. تتدلى الميدالية من شريط من الحرير اللامع المموج، بعرض 32 مم، ويتكون من أربعة ألوان. خطان من اللون الأحمر على جانبي الشريط، بعرض 7.5 مم، يتبعهما خطان أبيضان، عرض كل منهما 4 مم، ثم الأخضر في المنتصف، وعرضهما 5 مم (وشريطان أسودان على الأطراف، بعرض 2 مم). يتم ارتداء الميدالية على الصدر على الجانب الأيسر. ميدالية فضية مصغرة ترافق هذه الميدالية. وهي تحمل نفس مواصفات الميدالية الأكبر، التي تم تقليصها إلى الثلث في الأبعاد، باستثناء عرض الشريط، الذي تم تقليله إلى النصف، ويتم ارتداؤه فوق اليوميات العسكرية.            |
| وسام الواجب                                              |      | تُمنح للأجانب والمواطنين السودانيين المتميزين في العمل الذي ينهض بالأمن والنظام العام. الميدالية من ثلاث فئات. - الفئة الأولى هي الفضة المطلية بالذهب. وهي مستديرة الشكل، محفورة على وجهها شمس مشرقة، تحمل بداخلها شعار جمهورية السودان الديمقراطية، ومحفورة تحت الشمس بكلمة "واجب" وعبارة "جمهورية السودان الديمقراطية". الجانب الآخر. الصدر على الجانب الأيسر مع شريط من الحرير الأخضر مقسم طولياً بسبعة خطوط بيضاء. - الفئة الثانية من الفضة. إنه مستدير الشكل. نقشت على وجهها شمس مشعة، وداخلها رسم لشعار جمهورية السودان الديمقراطية وكلمة "واجب" محفورة تحت الشمس. وعلى الجانب الآخر نقشت عبارة "جمهورية السودان الديمقراطية". يتم تقسيم اللون الأخضر طوليًا بخمسة خطوط بيضاء. - الصنف الثالث من البرونز. إنه مستدير الشكل. نقشت على وجهها شمس مشعة، وداخلها رسم لشعار جمهورية السودان الديمقراطية، وكلمة "واجب" محفورة تحت الشمس. على الجانب الآخر "جمهورية السودان الديمقراطية". يتم ارتداء الميدالية على الصدر على الجانب الأيسر مع شريط من الحرير الأخضر مقسم إلى الطول الطولي بثلاثة خطوط بيضاء.                 |
| وسام التسلسل الهرمي التربوي                              |      | تُمنح للسودانيين أو الأجانب الذين ساهموا بنجاح في الثورة التعليمية مما خلق الأساس للتسلسل الهرمي التعليمي في السودان. الميدالية من ثلاث فئات. تتكون من ميدالية برونزية مطلية بالذهب أو الفضة أو البرونز، مستديرة الشكل، قطرها 40 مم وسمكها 23 مم، وتلبس على الجانب الأيسر من الصندوق. وتتكون من سطحين مترادفين، الأول عبارة عن دائرة من المينا الزرقاء بقطر 12 ملم، وكُتبت عليها عبارة "التسلسل الهرمي التعليمي" باللون الذهبي أو الفضي أو البرونزي، مهما كانت الحالة. عبارة "وزارة التربية والتعليم" محاطة بدائرة محاطة بعبارة "جمهورية السودان الديمقراطية" 1970. تتدلى الميدالية من شريط مربع من الحرير، يبلغ عرضه 35 ملمًا، ويتوسطه لون أخضر، وعرضه 4 ملم، ويوجد على جانبيها خطان أسود وأحمر بعرض 6 ملم. |
| وسام الحكومة الإقليمية                                   |      | تُمنح للمجموعات والشركات والأشخاص الذين ساهموا بشكل كبير في إنشاء حكومة إقليمية. الترتيب من فئتين. |
| وسام الإنجاز المدني                                      |      | تُمنح لأي هيئة حكومية أو إدارة أو مؤسسة عامة أو قطاع عام يقدم مساهمات بارزة في أي مجال من مجالات الحياة المدنية التي تنهض بالخدمة المدنية. |
| نجم الإنجاز المدني                                       |      | تُمنح لأعضاء الهيئات الحكومية أو المؤسسات العامة أو الشركات أو الشركات العاملة في القطاع العام الذين دعموا أي إنجازات بارزة في أي مجال مدني تساهم في نمو وتطوير الخدمة المدنية أو القطاع العام والذين يساعدون في تعزيز الروح الصادقة المنافسة بين وحداتها المختلفة. |

## الجوائز السابقة

### جوائز حملة البريطانية المصرية علي السودان
| اسم                         | صورة | ملحوظات |
| --------------------------- | ---- | --- |
| وسام النخلة والتمساح        |      | تأسست عام 1837 كفئة واحدة لتكريم الأجانب والملكية لخدمة استثنائية ولكن سرعان ما توقف.                       |
| وسام ملكة السودان           |      | تأسست في مارس 1899 ومنحت للقوات البريطانية والمصرية التي شاركت في حملة السودان بين يونيو 1896 وسبتمبر 1898. |
| وسام الخديوي للسودان (1897) |      | وسام الحملة الذي منحه خديوي مصر للقوات المصرية والبريطانية للخدمة أثناء إعادة فتح السودان.                  |
| وسام الخديوي للسودان (1910) |      | وسام الحملة الذي منحه خديوي مصر للخدمة في السودان الأنجلو-مصري. أسسها الخديوي عام 1911.                     |

### 1933 جوائز قوة الدفاع
| اسم                             | صورة | ملحوظات |
| ------------------------------- | ---- | --- |
| خدمة الديكور المتميز            |      | تأسست في 4 نوفمبر 1933.                                                                                      |
| وسام الضابط الأصلي              |      | تأسست في 4 نوفمبر 1933 وتم منحها لمدة 18 عامًا من الخدمة.                                                     |
| وسام الخدمة الطويلة وحسن السلوك |      | [ 50 ] |
| وسام الخدمة العامة              |      | تأسس في 4 نوفمبر 1933 وحصل على حملات ثانوية، بما في ذلك هجوم القوات الإيطالية من يونيو 1940 إلى نوفمبر 1941. |

### 1948 جوائز الشرطة والسجون
| اسم                          | صورة | ملحوظات |
| ---------------------------- | ---- | --- |
| ميدالية البسالة              |      | تأسست في 15 ديسمبر 1948. وحصل أفراد من مصلحة السجون السودانية وقوات الشرطة السودانية على ميداليات لشجاعتهم.    |
| وسام الخدمة الجديرة بالتقدير |      | تأسست في 15 ديسمبر 1948. تسلم عناصر من مصلحة السجون السودانية وقوات الشرطة السودانية ميداليات الخدمة المتميزة. |

### 1956 جوائز متعلقة باستقلال السودان
| اسم                   | صورة | ملحوظات |
| --------------------- | ---- | --- |
| وسام الجلاء           |      | تمنح لجميع الضباط والطلاب والجنود الذين خدموا أثناء انسحاب القوات الأجنبية من السودان. يتكون من صدف نحاسي مطلي بفضة لامعة، قطره 36 مم وسمكه 2.8 مم. يتم ارتداؤها على الصدر من الجانب الأيسر. يتكون الجانب الأمامي من الرصيعة من جمل طائر داخل قرص يوضع بين أعلام الحكومة المزدوجة على كلا الجانبين، والشمس تسطع في الأفق البعيد على شكل نصف دائرة من أعلى الرصيعة. على الجانب الخلفي من الرصيعة كُتبت عبارة "إخلاء القوات الأجنبية". تتدلى الرصيعة من شريط أبيض من الحرير اللامع، يتوسطه علم قوات دفاع السودان، مع حافتين من اللون الأحمر. |
| وسام الاستقلال        |      | تمنح لجميع الضباط وطلاب الكلية الحربية وضباط الصف والعسكريين العاملين في القوات المسلحة الشعبية اعتباراً من يوم الاستقلال. تتكون من ميدالية من عرق اللؤلؤ المطلي بالفضة اللامعة. قطرها 36 مم وسمكها 2.8 مم. يتم ارتداؤها على الجانب الأيسر من الصدر. يتكون الجانب الأمامي للميدالية من رفع علم الاستقلال وخفض أعلام المجمع على كلا الجانبين، ويظهر إشراق الشمس في الأفق على شكل نصف دائرة خلف الأعلام. على ظهر الرصيعة كتبت عبارة "استقلال السودان".                                                                                       |
| ترتيب الإنجاز السياسي |      | تُمنح للمنظمات والشركات الوطنية وأعضاء مجلس الشيوخ ومجلس النواب الأول. |

### أوسمة انقلاب السودان 1969
| اسم                 | صورة | ملحوظات |
| ------------------- | ---- | --- |
| وسام الثورة         |      | تُمنح لأفراد الجيش وغيرهم ممن ساهموا بشكل كبير في 25 مايو 1969 انقلاب السودان. ميدالية الثورة هي ميدالية من ثلاثة أسطح مترادفة من البرونز اللامع. يتكون سطحه من درع كتب في منتصف عبارة "25 مايو 1969". يتكون سطحه الثاني من طائر سكرتير بأجنحة منتشرة تتدلى من ساقه المحطمة. أمام جسد سكرتيربيرد مسدس به شعلة، ويتقاطع سطحه. والثالث من دائرة مزخرفة. على ظهر الميدالية مكتوب عبارة "ثورة 25 مايو 1969 جمهورية السودان الديمقراطية". تتدلى الميدالية من شريط حريري لامع متموج يتوسطه لون أسود بهوامش بيضاوية، يتوسط كل منهما خط أخضر، وبين الميدالية والشريط قوس مزخرف من البرونز. يُلبس الوسام على الصدر. من الجانب الأيسر. |
| ميدالية التحالف     |      | تُمنح للأشخاص أو المؤسسات أو المجموعات التي تبذل جهودًا استثنائية في التفكير أو العمل وتعزز بشكل فعال قيم الديمقراطية والاشتراكية والوحدة الوطنية. تتكون ميدالية التحالف من ميدالية فئتين. تتكون الطبقة الأولى من خلفية باللونين الأسود والأخضر. وتتكون الطبقة الثانية من نجمة خماسية تمثل الفئات الخمس لتحالف قوى العمل الشعبية. في وسط النجمة شعار الجمهورية على أرضية بيضاء. الشارة محاطة بحلقة حمراء ترمز إلى الوحدة الوطنية في إطار تحالف القوى العاملة الشعبية. من رؤوس النجم خمس مجموعات تتكون من خمسة أشعة. الزخرفة معلقة من شريط من لون واحد، أخضر. |
| وسام النصر          |      | تُمنح لأفراد القوات المسلحة والشرطة والسجون الذين برعوا في حماية الانقلاب. تتكون الميدالية من سطحين مترادفين من النحاس المطلي بالفضة المؤكسدة: يتكون السطح السفلي من أربعة عشر في دائرة قطرها 50 مم تحمل على ظهرها عبارة "النصر 1971" في منتصف دائرة قطرها 32 مم وعلى جانبيها أغصان زيتون. السطح العلوي عبارة عن دائرة قطرها 32 ملم عليها صورة الرئيس القائد جعفر محمد نميري وهو يستلم شعلة النصر من جماهير الشعب يوم النصر. تتدلى الزخرفة من شريط من الحرير اللامع، عرضه 32 مم. يتكون من خطين أسود على جانبي الشريط، عرض كل منهما 3 مليمترات. يتبع كل سطر مباشرة خط أخضر من نفس لون علم السودان. عرضه 10 سم. يوجد في المنتصف خط أبيض عرضه 6 ملليمترات. |
| وسام الثبات         |      | تُمنح لأفراد القوات المسلحة وقوى الأمن والشرطة وخدمات السجون والإطفاء لإظهارهم الجرأة والشجاعة والتضحية والاستشهاد في الدفاع عن الانقلاب. |
| وسام الوحدة الوطنية |      | تُمنح للمشاركين العسكريين والمدنيين في الانقلاب الذين يتعاملون معها بتفانٍ لا يتزعزع لمُثُلها التوجيهية. تتكون الميدالية من ثلاثة أسطح ترادفية من النحاس المؤكسد المطلي بالفضة: السطح السفلي عبارة عن قرص بقطر 28 ملم وسمك 1.2 ملم. السطح الأوسط هو جزء من دائرة قطرها 50 مم على شكل 25 مم. أشعتها من شروق الشمس (ترمز لثورة 25 مايو)، وفي الوسط طائر سكرتير، وعلى كلا الجانبين أغصان زيتون، وفوقها عبارة "الوحدة الوطنية". السطح العلوي هو علم السودان بالمينا والألوان الأربعة الأحمر والأبيض والأسود والأخضر بشكله المعروف. تتدلى الميدالية من شريط من الحرير المموج اللامع، بعرض 32 مم. وتتكون من تسعة خطوط خضراء تمثل تسع مناطق في السودان وثمانية خطوط بيضاء. عرض كل شريط أخضر وأبيض 1.88 ملم. يبدأ توزيع الخطوط باللون الأخضر وينتهي باللون الأخضر أيضًا. |
| وسام الدستور        |      | إهداء لرئيس وأعضاء مجلس الشعب الأول تقديراً لمساهمتهم التاريخية في مناقشة مشروع الدستور. تتكون الميدالية من فئتين: - الفئة الأولى: تتكون من دائرة داخلية مقسمة أفقياً في الجزء العلوي بخمس نجوم تمثل مجموعات القوى الشعبية العاملة، بما في ذلك الفلاحين والعمال والجنود والمثقفين والرأسمالية الوطنية. يوجد في منتصف الدائرة أحد عشر عمودًا يمثلون مبنى قاعة الشعب التي تم فيها استكمال الدستور. يظهر على جانبي الدائرة خمسة وعشرون عمودًا شعاعيًا، تمثل ثورة 25 مايو، وفي الأعلى، وعلى أساس الدائرة الأولى، هناك دائرة أخرى تحمل شعار الجمهورية، وعلى رأسها مقياس العدالة، وفي الجزء السفلي من الطبقة، يتكون هيكل الميدالية من فرعين متفرعين من كلا الجانبين. - الصنف الثاني: ويتكون من أوراق توشي على الجانبين ترمز للكتاب الدائم للدستور. ويظهر على ظهره عبارة "وسام الدستور" داخل دائرة تعلوها تاريخ الانتهاء من دستور 1973. تتدلى الميدالية من شريط من الحرير المموج اللامع، عرضه 32 ملم، يتكون من خمسة أقسام، أخضر على كلا الجانبين بعرض 3 ملم، يليه أبيض بعرض 3 ملم، ثم أخضر في المنتصف. مساحة 20 ملم. |